# Abbambata (Lambada)
Abbambata (Lambada) è il 14º album discografico di Brigantony, pubblicato nel 1989.

## Tracce
1. Abbambata (Lambata) - 03:10
2. Funerale - 06:55
3. 'Ammare - 03:11
4. 'A visita d'o cavaleri - 05:05
5. L'enalotto - 06:41
6. Tarantella cumannata - 03:03
7. Telefonata persa - 05:59
8. Accattu - 02:49